# Aire urbaine de Penmarch
L'aire urbaine de Penmarch est une aire urbaine française composée des sept communes de l'unité urbaine de Penmarch, dans le Finistère. Elle était peuplée de 22 902 habitants en 2013.

## Caractéristiques en 1999
D'après la délimitation établie par l'INSEE, l'aire urbaine de Penmarch est composée de 7 communes, toutes situées dans le Finistère. 
En 1999, ses 21 813 habitants faisaient d'elle la 247e des 354 aires urbaines françaises.
Les 7 communes de l'aire urbaine font partie de son pôle urbain, l'unité urbaine (couramment : agglomération) de Penmarch.
Cette aire urbaine ne comporte pas de communes monopolarisées.
Elle appartient à l'espace urbain du Sud-Finistère.
Le tableau suivant détaille la répartition de l'aire urbaine sur le département (les pourcentages s'entendent en proportion du département) :
| Département | Communes | Communes (%) | Superficie (km²) | Superficie (%) | Population (1999) | Population (%) |
| ----------- | -------- | ------------ | ---------------- | -------------- | ----------------- | -------------- |
| Finistère   | 7        | 2,5          | 102,22           | 1,5            | 21 813            | 2,6            |

En 2006, la population s’élevait à 22 624 habitants.

## Les 7 communes de l’aire
Voici la liste et les caractéristiques des communes de l'aire urbaine de Penmarch.
| Code INSEE | Commune              | Type de commune        | Dép.      | Superficie (km²) | Population (1999) | Densité (hab./km²) ) |
| ---------- | -------------------- | ---------------------- | --------- | ---------------- | ----------------- | -------------------- |
| 29072      | Guilvinec            | Commune du pôle urbain | Finistère | +0002,46         | +0 0003 042,      | +01 236,59           |
| 29135      | Loctudy              | Commune du pôle urbain | Finistère | +0012,73         | +0 0003 659,      | +00287,43            |
| 29158      | Penmarch             | Commune du pôle urbain | Finistère | +0016,39         | +0 0005 889,      | +00359,3             |
| 29165      | Plobannalec-Lesconil | Commune du pôle urbain | Finistère | +0018,17         | +0 0003 007,      | +00165,49            |
| 29171      | Plomeur              | Commune du pôle urbain | Finistère | +0029,69         | +0 0003 203,      | +00107,88            |
| 29252      | Saint-Jean-Trolimon  | Commune du pôle urbain | Finistère | +0014,68         | +00 000845,       | +00057,56            |
| 29284      | Treffiagat           | Commune du pôle urbain | Finistère | +0008,1          | +0 0002 168,      | +00267,65            |
|            | Total                |                        |           | +0102,22         | +00021 813,       | +00213,39            |